# Schliersee (comună)
Schliersee este o comună din districtul  Miesbach, regiunea administrativă Bavaria Superioară, landul Bavaria, Germania. 